# Jordi Sabater i Pi
|  | «Jordi Sabater» redirigeix aquí. Vegeu-ne altres significats a «Jordi Sabater (automobilista)». |

Jordi Sabater i Pi (Barcelona, 2 d'agost de 1922 – Barcelona, 5 d'agost de 2009) fou un primatòleg català, un dels especialistes en l'àmbit mundial en l'estudi de l'etologia i l'etnologia. Fou el primer de descriure noves espècies i el descobridor de diversos comportaments culturals en diverses espècies de primats. L'any 1966 va rebre i cuidar de Floquet de Neu, un goril·la albí molt rar que va cedir al Zoo de Barcelona, on fou un dels animals més destacats.
Fill de Narcís Sabater i Bros (nebot de Pere Aldavert i Martorell) i d'Elena Pi i Ferrer (cosina de Carles Pi i Sunyer). Casat amb Núria Coca i Estalella.

## Autodidacte a Guinea Equatorial
Va iniciar-se en l'etologia i l'antropologia d'entrada de forma autodidacta durant la seva estada a l'antiga Guinea Espanyola (actual Guinea Equatorial) entre els anys 1940 i 1969, on va començar les recerques de camp que el van portar a ser considerat una de les primeres autoritats mundials en l'estudi dels primats en estat natural, dels amfibis i d'algunes aus africanes.
El seu viatge a l'Àfrica va ser crucial per al desenvolupament de la seva trajectòria professional, ja que li va permetre d'estudiar el comportament i els costums dels indígenes i les característiques de diverses espècies d'animals autòctons, poc coneguts a l'època. Hi ha tres punts de referència a la diversa i extraordinària tasca de recerca de Jordi Sabater: la descripció de les àrees culturals dels ximpanzés, fruit de la descoberta de la indústria elemental, feta amb bastons, d'aquests animals que habiten a les muntanyes d'Okorobikó de Guinea Equatorial; el descobriment de la granota gegant a les cascades del riu Mbia (Conraua goliath) i la captura del rar ocell indicador de la mel (Melichneutes robustus).
Sabater Pi va trobar uns bastons d'uns quaranta centímetres, alguns amb escombretes a les puntes, que els ximpanzés fabriquen per agafar i menjar els tèrmits i un tipus d'arena amb propietats medicinals. Va ser doncs qui va descobrir que els primats són capaços de fabricar i fer servir eines, encara que siguin molt elementals. L'article que ho explicava es va publicar a la revista Nature l'any 1969 i va tenir un gran ressò, no només en el camp de l'etologia, sinó també en el de l'arqueologia i en l'estudi dels homínids prehistòrics. El seu llibre El chimpancé y los orígenes de la cultura explica aquest descobriment.
El 1958 el va contractar l'Ajuntament de Barcelona com a conservador del Centre d'Adaptació i Recerca d'Ikunde, a Bata (Guinea Equatorial); antiga Guinea espanyola. El centre d'Ikunde depenia del parc zoològic de Barcelona, del servei municipal de parcs i jardins i del Museu Etnològic.
El mes de març de 1966 la Universitat Tulane, la National Geographic Society, el National Institut of Health i la New York Zoological Society li van atorgar una beca per a l'estudi dels goril·les de costa, la qual cosa li va permetre de dedicar-se exclusivament a l'activitat científica. El 1966 Benito Mañé, un agricultor indígena de l'ètnia fang, va capturar a la selva de Kno, a la regió del riu Muni (actual Guinea Equatorial continental) a un goril·la albí després de matar a la seva mare en una batuda. Mañé va mantenir al goril·la 4 dies a casa seva abans de portar-lo al mercat de Bata. Ja al mercat, el tenien exposat com una atracció curiosa. Varen anar a cercar en Jaume Aixalà i Bové treballador d'una empresa de pesca per si el volia comprar. Atès que ell no en faria res va informar en Sabater Pi l'existència del petit animal blanc. En un primer moment va ser molt escèptic amb la troballa, gairebé no s'ho creia fins que li van dur al Centre d'Ikunde. En Sabater va pactar amb els mercaders indígenes que si passat una setmana encara vivia els pagaria les 20.000 pessetes que en demanaven i en cas contrari els en tornaria el cadàver. Sabater Pi va anomenar Floquet de Neu el petit goril·la albí que va acollir i una vegada ja recuperat el va enviar al Zoo de Barcelona on, al cap de poc temps, en va esdevenir l'emblema. La descoberta va fer la volta al món i va donar molt de prestigi al Zoo.

## Beca de la National Geographic Society a Ruanda
El 1969, declarada la independència de Guinea Equatorial, torna a Barcelona per treballar com a conservador del Departament de Primats i del Terrari del Zoo. Però el 1972 retorna a l'Àfrica en rebre una beca de la National Geographic Society per continuar els estudis sobre primats a Ruanda, on va estudiar els goril·les de muntanya amb la zoòloga Dian Fossey, amb qui signà un estudi per al Journal Zoologic Society.

## Catedràtic a Barcelona
De retorn a Barcelona, va cursar estudis universitaris de Psicologia i l'any 1977 va esdevenir professor de la Universitat de Barcelona, on va obrir camí en matèria d'etologia en l'àmbit estatal. Des de l'any 1987 Jordi Sabater Pi fou catedràtic emèrit del Departament de Psiquiatria i Psicobiologia Clínica de la UB. Fou també doctor honoris causa per la Universitat Autònoma de Barcelona i per la Universitat Autònoma de Madrid, i fou guardonat, entre molts altres mèrits, amb el Premi de la Fundació Catalana per la Recerca (1991), la Medalla d'Or al Mèrit Científic de l'Ajuntament de Barcelona (1996) i la Medalla Narcís Monturiol al mèrit científic i tecnològic, de la Generalitat de Catalunya (2004). També fou proposat dues vegades per al Premi de la fundació Kyoto del Japó.
Durant els darrers anys ha continuat en actiu, fent conferències, participant en debats, escrivint llibres i publicant articles. Els dibuixos que feia per a la recerca de camp i el seu arxiu personal els va donar a la Universitat de Barcelona i actualment depèn del Crai. Es tracta d'una col·lecció amb més de dos mil dibuixos, aquarel·les i apunts al natural que també conté llibres, revistes, cartes i objectes etnològics africans.
Com a mostra del seu compromís amb els ximpanzés i la constatació de la seua proximitat (tant genèticament com de conducta) amb els éssers humans, i els riscs que pateixen els seus hàbitats, Sabater Pi va arribar a dir en alguna ocasió que el descens de població i, en el cas d'algunes subespècies, la situació de perill d'extinció, era comparable a un genocidi entre éssers humans.
La Generalitat de Catalunya li atorgà la Creu de Sant Jordi l'any 2000.
El 30 de novembre de 2009, la Universitat de Barcelona li atorgà la Medalla d'Or a títol pòstum. El seu fill, Oriol Sabater, recollí el premi durant l'homenatge que s'ha rendit al Saló de Cent de l'Ajuntament de Barcelona. L'homenatge coincidí amb el lliurament de la beca i els premis de batxillerat 'Floquet de Neu 2009', així com els premis a les beques d'investigació que concedeix el Zoo de Barcelona.